# Sofiivka, Bilozerka
Sofiivka (în ucraineană Софіївка) este un sat în comuna Șîroka Balka din raionul Bilozerka, regiunea Herson, Ucraina.

## Demografie
Componența lingvistică a localității Sofiivka
     Ucraineană (88,81%)
     Rusă (10,07%)
     Alte limbi (0,93%)
Conform recensământului din 2001, majoritatea populației localității Sofiivka era vorbitoare de ucraineană (88,81%), existând în minoritate și vorbitori de rusă (10,07%).